# Allan Ramsay (poète)
Pour les articles homonymes, voir Allan Ramsay.
Allan Ramsay est un écrivain écossais né le 15 octobre 1684 et mort le 7 janvier 1758.
Il était fils d'un paysan et fut d'abord garçon coiffeur à Édimbourg, avant de composer, en scots, des poésies qu'il publia en 1721, et qui le firent remarquer, tels que le The gentle Shepherd, pastorale.
Il quitta alors son état, se fit libraire et homme de lettres, et forma, sous le titre de The Ever Green (« toujours vert »), une collection de poèmes et de chants écossais qu'il retouchait et qui eurent un grand succès.
Son fils se nommait également Allan Ramsay (1713-1784) et fut un portraitiste. 

### Sources
Marie-Nicolas Bouillet  et Alexis Chassang (dir.), « Allan Ramsay (poète) » dans Dictionnaire universel d’histoire et de géographie, 1878 (lire sur Wikisource)